# Rock dein Leben
Rock dein Leben ist ein dreitägiges Deutschrock-Festival, das seit 2018 auf dem Flugplatz in Laichingen, Alb-Donau-Kreis, Baden-Württemberg veranstaltet wird.

## Hintergrund
Veranstalter ist die Rock-dein-Leben-GmbH aus Winnenden. Geschäftsführer und Organisator ist Andreas Kamm, der das Festival 2018 gegründet hat. Kamm ist außerdem Gründungsmitglied der Punkband S.i.K. und Geschäftsführer des Labels Nix-Gut Records. Zu Beginn waren etwa 9.000 Zuschauer anwesend, ab 2019 pendeln die Besucherzahlen zwischen 10.000 und 15.000 Besuchern. Pandemiebedingt mussten die Ausgaben 2020 und 2021 ausfallen. Das Festival fand damit erstmals 2022 erneut statt.
Musikalisch treten vor allem Künstler des Deutschrocks auf, darunter Frei.Wild, die drei Mal als Headliner auftraten, sowie Bands aus deren Umfeld und von der Plattenfirma Rookies & Kings. des Weiteren treten auch Bands der Neuen Deutschen Härte, des Metals und des Partyschlagers auf.

## Kontroversen
Bereits seit der ersten Ausgabe wird das Festival von Protesten begleitet. Es gründete sich aus verschiedenen Initiativen, unter anderem dem Ulmer Bündnis gegen Rechts, ein Kollektiv namens Rein ins schöne Leben, das vor der Nähe zu rechten Bewegungen warnt. Bei den ersten Ausgaben des Festivals war unter anderem die Band Frei.Wild vertreten. Aus Sicht der Kritiker wird damit einer sogenannten „Grauzone“ Vorschub geleistet. Die Initiative demonstrierte unter anderem gegen das Festival und organisierte eine Gegenveranstaltung unter dem Namen „Rein ins schöne Leben, Raus aus der Grauzone“-Festival im Fort Unterer Eselsberg. Andreas Kamm bezeichnete die Vorwürfe als haltlos und lässt das Festival regelmäßig von der Stadt Laichingen überprüfen.

## Line-Ups
- 20.–21. Juli 2018: Frei.Wild, Krawallbrüder, Unantastbar, Wiens No.1, Goitzsche Front, Grober Knüppel, Brennstoff, Berserker, S.i.K., Mutz, Grenzenlos, Elbrebellen, Hangar X, Sündflut, Foiernacht, Stainless Steel
- 25.–27. Juli 2019: Frei.Wild, Unantastbar, Die Draufgänger, Doro, J.B.O., Stahlzeit, Willkuer, Delirium, Neurotox, Leidbild, Artefuckt, Chaos Messerschmitt, BRDigung, Zaunpfahl, Maerzfeld, Versus, Wilde Jungs, Grenzenlos, Schlussakkord, Black & Damned,  Mike van Hyke, S.i.K., Mazed, Westwärts, Wolfgang Petry Show, AutoAuto!, Fräulein Tonspur, Stainless Steel, Nirvana Teen Spirit, Still Counting, Zeitgeist, The Offspin
- 7.–9. Juli 2022: Frei.Wild, Eisbrecher, Kissin’ Dynamite, Unantastbar, Unherz, J.B.O., Artefuckt, Stunde Null,[9] S.i.K., Willkuer, Silenzer, Local Bastards, Die Taucher, Rebellious Spirit, Charly Feelgood, Eizbrand, Stainless Steel, Mandowar, Living Theory, Heldenfeuer, Golden Glitter Band, Albkracher[10]
- 27.–29. Juli: Der W, Krawallbrüder, Artefuckt, Mystic Prophecy, Silenzer, 33RPM, Jeanluc, Ampex, Wolfgang Petry Show, Stunde Null, Kärbholz, Unantastbar, Mia Julia, Willkuer, Facing Fear, D!rekt, Rocksucht, The Jack, Mandowar, One Step Closer, Heilige Legenden; Charly Feelgood[11]
- 25.–27. Juli: Unantastbar, Krawallbrüder, Goitzsche Front, Ost+Front, Eisbrecher, Artefuckt, Ikke Hüftgold, Grenzenlos,  Herbst, Ochmoneks, Ex-S.i.K., Neurotox, Jeanluc, Eizbrand, Wolfsklinge, Die Eskalation, Garaus, Infiziert, Stainless Steel, Stahlzeit, Alex im Westerland, Pimp Blitzkid, Basket Days